# Lazer

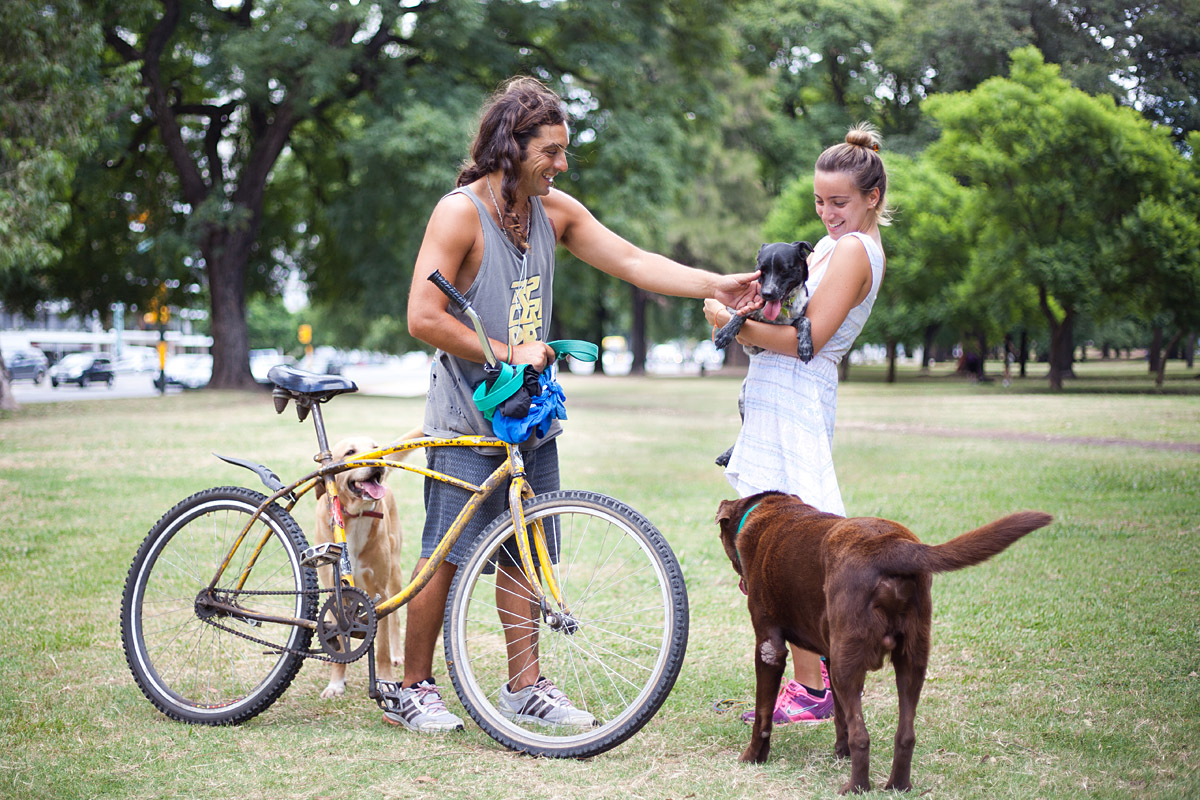
Pessoas em um momento de lazer

Lazer (em latim: licere, ou seja, "ser lícito", "ser permitido") corresponde ao tempo de folga, de passatempo, de ócio, de descanso, distração ou entretenimento, de uma pessoa.
É comumente visto como um conjunto de ocupações às quais o indivíduo desenvolve de livre vontade, seja para repousar, seja para divertir-se, recrear-se e entreter-se, ou ainda, para desenvolver sua informação ou formação desinteressada, sua participação social voluntária ou sua livre capacidade criadora após livrar-se ou desembaraçar-se das obrigações profissionais, familiares e sociais.
No campo da educação podem-se identificar, as atividades de lazer, como ações integradoras dos quatro pilares da educação, propostos por Jacques Delors: aprender a conhecer e a pensar; aprender a fazer; aprender a viver com os outros e aprender a ser.

## Conceito
Poder-se-á definir lazer, como uma forma de uma pessoa utilizar seu tempo dedicando-se a uma atividade que aprecie e que não seja considerado trabalho. De acordo com Gomes e Elizalde (2012), o lazer não é um fenômeno isolado e se manifesta em diferentes contextos de acordo com os sentidos e os significados culturalmente produzidos/reproduzidos pelos sujeitos em suas relações com o mundo. O lazer participa da complexa trama histórico-social que caracteriza a vida na sociedade, e é um dos fios tecidos na rede humana de significados, dos símbolos e das significações.
Na vida cotidiana o lazer constitui-se de relações dialógicas com outros campos além do trabalho, tais como a educação, política, economia, linguagem, saúde, arte, ciência e a natureza, entre outras dimensões da vida, sendo parte integrante e constitutiva de cada sociedade. Desse modo, lazer é uma necessidade humana e dimensão da cultura caracterizada pela vivência lúdica de manifestações culturais no tempo/espaço social. Assim, o lazer é constituído na articulação de três elementos fundamentais: a ludicidade, as manifestações culturais e o tempo/espaço social. Juntos, esses elementos configuram as condições materiais e simbólicas, subjetivas e objetivas que podem – ou não – fazer do lazer um potente aliado no processo de transformação de nossas sociedades, tornando-as mais humanas e inclusivas.
Segundo Gomes (2008), as manifestações culturais que constituem o lazer são práticas sociais vivenciadas como desfrute e como fruição da cultura, tais como: festas, passeios, viagens, poesia, grafite e desenho, pintura, escultura, dança, vivências e expressões corporais, jogos eletrônicos e experiências virtuais, fotografia, teatro, atividades recreativas e esportivas, festivais e eventos artísticos, variadas formas de educação popular local, espaços de conversação e debate etc.
Essas e outras manifestações possuem significados singulares para cada sujeito e para cada grupo humano e, por isso, não podem ser reduzidas a divertimentos, embora eles também sejam amplamente vivenciados como experiências de lazer. Assim, as manifestações culturais constituem práticas sociais complexas permeadas por aspectos simbólicos e materiais que integram a vida de cada pessoa e a cultura de cada povo, podendo assumir múltiplos significados: ao serem concretizadas em um determinado tempo/espaço social, ao dialogarem com um determinado contexto e, também, ao assumirem um papel peculiar para os sujeitos, para os grupos sociais, para as instituições e para a sociedade que as vivenciam histórica, social e culturalmente.
Não nos esqueçamos de que o lazer também compreende outras práticas culturais que abrem possibilidades de introspecção – tais como a meditação, a contemplação e o relaxamento – que podem representar significativas experiências pessoais e sociais graças ao seu potencial reflexivo. Certamente, existe um preconceito com esse tipo de experiência, porque ela desafia a lógica produtivista que impera em nossa realidade social ao ser, lamentavelmente, considerada como improdutiva e como perda de tempo.
O lazer proporciona benefícios para a saúde e quando está imbuído nas práticas de atividades físicas, acarreta a melhoria dos aspectos psicossociais, isto é, sua qualidade de vida.

## História

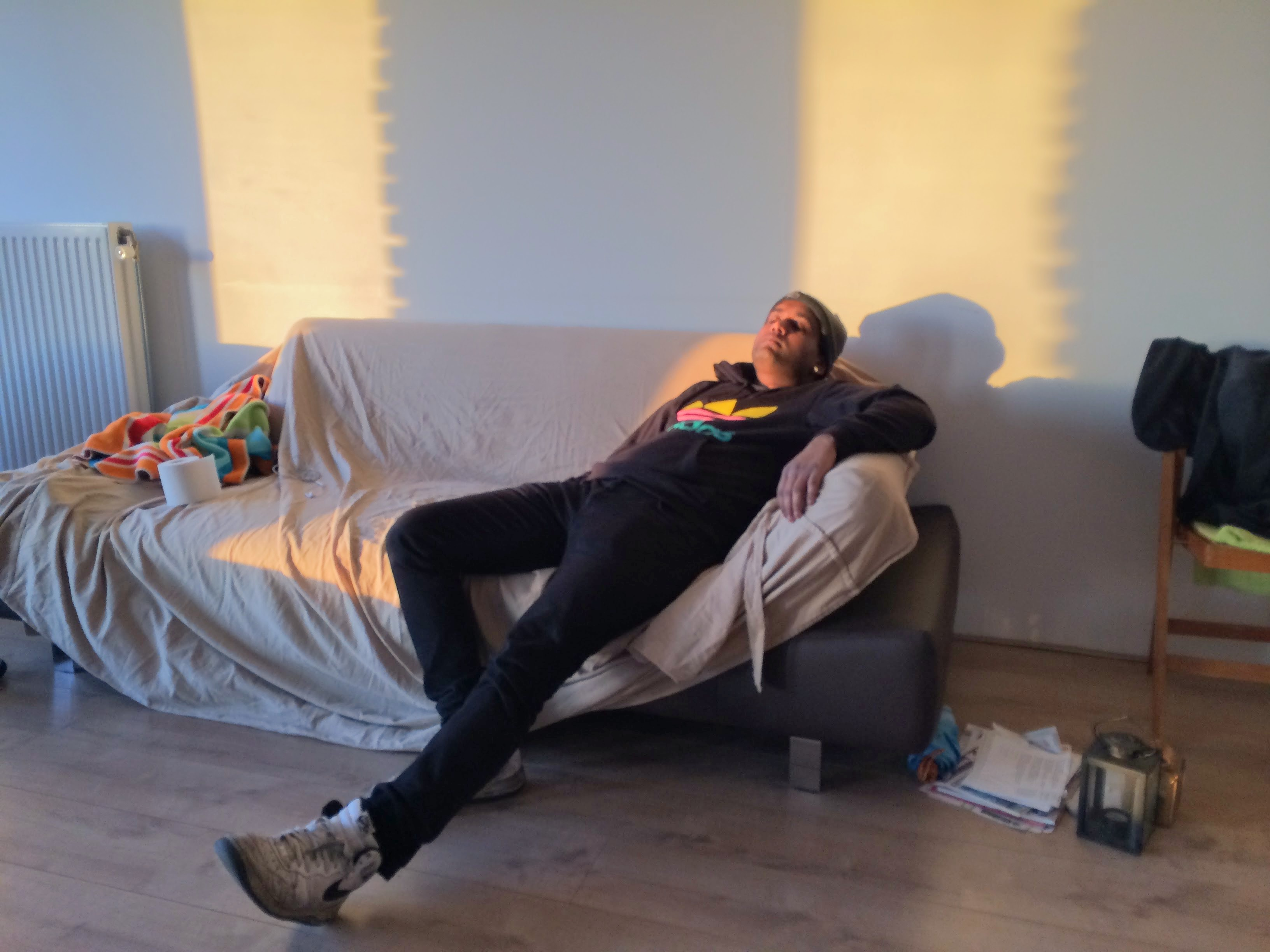
Homem descansando.

De acordo com Gomes e Elizalde (2012), nos estudos sobre o lazer difundidos no Ocidente é possível verificar que as raízes, geralmente, são localizadas na antiga Grécia clássica ou na modernidade europeia. Essas duas interpretações distintas são divergentes em termos da ocorrência histórica do lazer e geram intensos debates acadêmicos: para alguns, a existência do lazer é observada desde as sociedades gregas e, para outros, o lazer é um fenômeno específico das sociedades modernas, urbanas e industrializadas.
Ambas as interpretações colaboram com a manutenção de uma lógica evolutiva e linear que define os tempos, as histórias, as culturas e as práticas de todas as realidades e de todos os povos que, por sua vez, devem almejar o modelo ocidental – urbano, industrial e capitalista – como o ideal a ser alcançado para atingir um suposto progresso. Além disso, as duas interpretações sobre uma suposta origem do lazer, destacadas previamente, são produções teóricas que reforçam o mito da centralidade da Europa como referência privilegiada para a constituição do mundo, sobretudo do chamado “mundo ocidental”. Desse modo, excluem a decisiva participação de outras realidades em um jogo de poder que envolve, de maneira desigual, vários componentes, dentre os quais os povos e as culturas de outros continentes, tais como América Latina, África e Ásia.
Os conhecimentos supostamente universais estão comprometidos com determinados valores e interesses – explícitos ou ocultos – que não correspondem necessariamente aos interesses e às necessidades específicas de todos os contextos locais do mundo. Por isso, é muito importante considerar não somente os conhecimentos sobre lazer que um determinado autor produz ou utiliza.
Também é fundamental reconhecer de onde nascem estes conhecimentos e em quais teorias e autores eles estão fundamentados; conhecer e analisar os contextos em que foram produzidos, a que motivações correspondem, os valores que expressam, os fundamentos que os definem, as visões de mundo e as ideologias subjacentes, assim como os projetos políticos de sociedade com os quais estão comprometidos. Afinal, existe uma estreita relação entre os padrões de conhecimento mundiais e as estruturas econômicas e de poder hegemônicas.

## Tipos

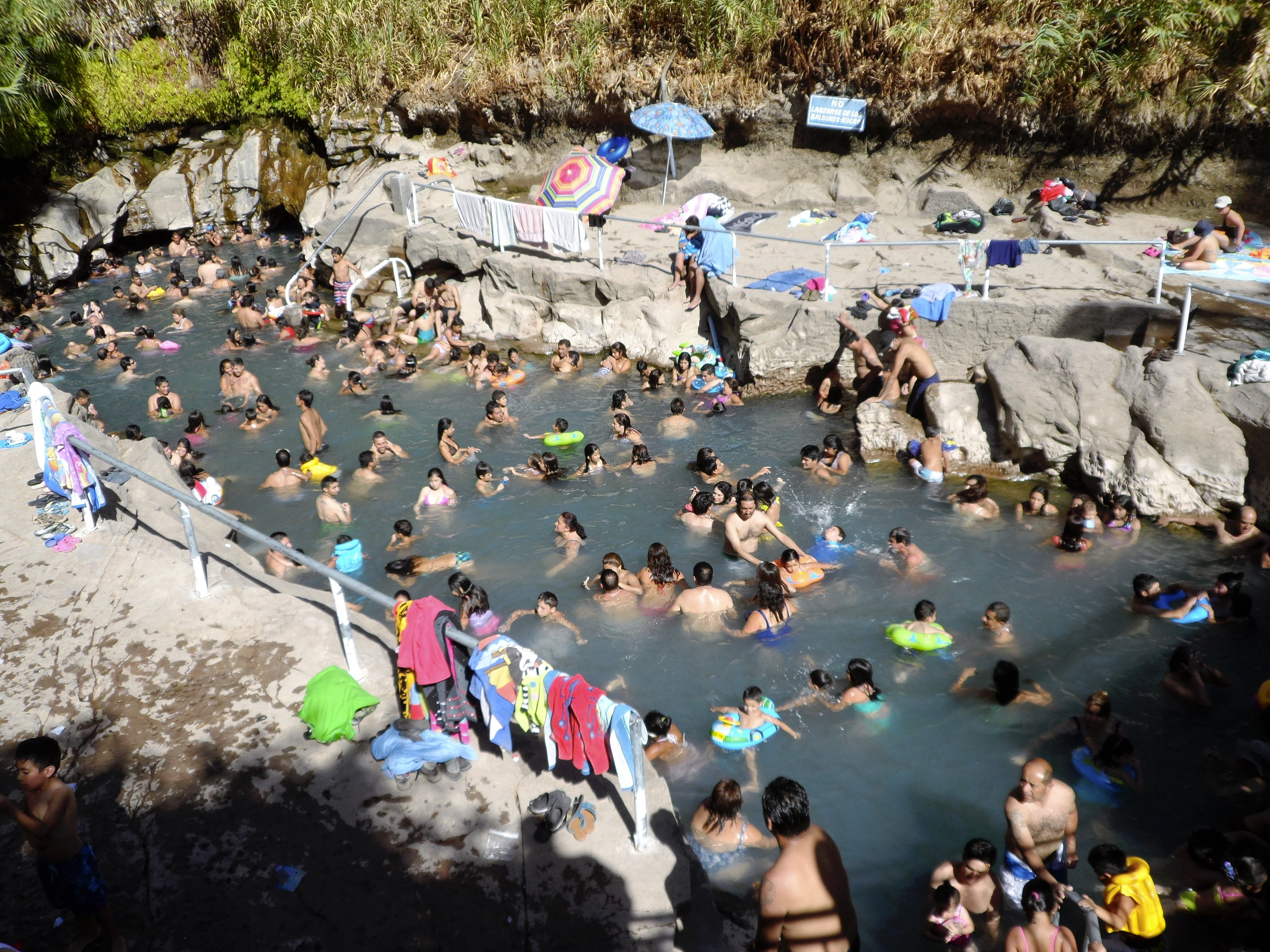

A partir de outras abordagens teóricas, pode-se dizer que há uma importante diversificação do mundo do lazer ao ponto que podemos falar de diferentes tipos de lazer, suficientemente distintos entre si, podemos defini-los separadamente:
- Lazer noturno: se trata de todo o lazer associado a noite e atividades em que elas se desenrolam, bares, discotecas, e outros lugares em que a música e a bebida são os pilares centrais.
- Lazer espetáculo: todo lazer relacionado com os espetáculos, entre os que podemos distinguir os culturais (teatro, concertos,ópera, cinema, shows, espetáculos, apresentações culturais) e os desportivos.
- Lazer esportivo: se refere a  prática de algum esporte.
- Lazer alternativo: o lazer alternativo tem duas vertentes, uma que se refere ao lazer alternativo noturno, que na maioria dos casos é dirigido a jovens maiores de 18 anos, para proporcionar uma alternativa mais sadia em suas saídas noturnas. Enquanto que um novo ramo do lazer alternativo, se refere a um tipo de lazer não convencional, no esportivo e no de espetáculo na que o participante é ator principal de seu lazer. Este tipo de lazer também é conhecido como lazer experiencial.

Utilizando como critério a participação das pessoas no lazer podemos distinguir dois tipos de lazer:
- Lazer ativo: Lazer em que o participante é receptor e emissor de estímulos.
- Lazer passivo: Lazer em que o participante é unicamente receptor de estímulos.